# Акколада (картина)
«Акколада» — картина известного художника-прерафаэлита Эдмунда Лейтона, написанная в 1901 году.

## Описание и анализ
На полотне изображен момент из обряда посвящения в рыцари (акколада), когда юноша уже облачён в парадные доспехи, преклонил колени на кожаную подушку, сложив кисти в замок, и немного опустил голову в знак почёта и смирения. Королева, по обычаю заменяющая своего мужа во время болезни или его длительного отсутствия, возлагает ритуальный меч на правое плечо кандидата серединой лезвия. На заднем плане в правой части автор показал зрителей, среди которых помимо воина и священника стоит мальчик-оруженосец с гербовым щитом своего господина.
По некоторым версиям на картине изображены леди Гвиневра и сэр Ланселот из цикла легенд о короле Артуре и рыцарях Круглого стола, однако нигде в мифах не сказано о том, кто именно посвящал его в рыцарское достоинство.
По символике герба можно судить, что юноша либо успел проявить себя с самых лучших сторон, либо принадлежит к знатному и благородному роду. Красный цвет фона символизирует храбрость, мужество и любовь, орёл — власть, могущество и смелость, а будучи окрашенным в чёрный цвет — мудрость, осторожность и постоянство в испытаниях.
Интерьер прост и небогат, стены замка выложены из грубого камня, через дверной проём за спинами зрителей видны тосканские колонны, связанные между собой арками. Все эти признаки дают право отнести здание к романскому стилю в архитектуре.
В левом нижнем углу картины на камне стоит подпись художника и дата создания.